# Neutronaktivering
Neutronaktivering är en process där neutronstrålning inducerar radioaktivitet i material och uppstår när atomkärnor fångar fria neutroner, blir tyngre och går in i exciterade tillstånd. Den exciterade kärnan sönderfaller omedelbart genom att sända ut gammastrålning, eller partiklar som betapartiklar, alfapartiklar, fissionsprodukter och neutroner (vid kärnklyvning). Processen för neutroninfångning, även efter mellanliggande sönderfall, resulterar ofta i bildandet av en instabil aktiveringsprodukt. Sådana radioaktiva kärnor kan uppvisa halveringstider som sträcker sig från små bråkdelar av en sekund till många år.
Processen kan användas avsiktligt för att med hjälp av neutroner bestämma mängden av olika grundämnen i ett prov, eller för att producera isotoper för strålbehandling. I många fall är dock neutronaktivering ett oönskat förlopp i konstruktionsmaterial i kärnreaktorer.
Neutronaktivering är det enda vanliga sättet där ett stabilt material kan induceras till att bli i sig radioaktivt. Alla naturligt förekommande material, inklusive luft, vatten och jord, kan induceras (aktiveras) av neutroninfångning till en viss mängd radioaktivitet i varierande grad, som ett resultat av produktionen av neutronrika radioisotoper. Vissa atomer kräver mer än en neutron för att bli instabila, vilket gör dem svårare att aktivera eftersom sannolikheten för en dubbel eller trippel infångning till en kärna är lägre än för enkel infångning. Vatten består till exempel av väte och syre. Väte kräver en dubbel infångning för att uppnå instabilitet som tritium (väte-3), medan naturligt syre (syre-16) kräver tre infångningar för att bli instabilt syre-19. Vatten är alltså relativt svårt att aktivera, jämfört med natriumklorid (NaCl), där både natrium- och kloratomerna blir instabila med en enda infångning vardera. Dessa fakta kunde observeras vid Operation Crossroads atomprovserie 1946.

## Exempel
Ett exempel på denna typ av kärnreaktion är produktion av kobolt-60 i en kärnreaktor: Kobolt-60 sönderfaller sedan till nickel-60 genom att sända ut en betapartikel plus gammastrålning.  Denna reaktion har en halveringstid på cirka 5,27 år, och på grund av tillgängligheten av kobolt-59 (100 procent av dess naturliga mängd) är denna neutronbombarderade isotop av kobolt en värdefull källa till gammastrålning för strålbehandling.
5927Co  + 10n  → 6027Co
I andra fall, och beroende på neutronens kinetiska energi, kan infångningen av en neutron orsaka kärnklyvning - uppdelningen av atomkärnan i två mindre kärnor. Om klyvningen kräver en inmatning av energi, kommer den från neutronens kinetiska energi. Ett exempel på denna typ av klyvning i ett lätt element kan uppstå när den stabila isotopen av litium, litium-7, bombarderas med snabba neutroner och genomgår följande kärnreaktion:
73Li  + 10n  → 42He  + 31H  + 10n  + gammastrålning + kinetisk energi
Med andra ord, infångningen av en neutron av litium-7 gör att den delas i en energirik heliumkärna (alfapartikel), en väte-3 (tritium) kärna och en fri neutron. Castle Bravo-olyckan, där det termonukleära bombtestet vid Bikiniatollen 1954 exploderade med 2,5 gånger den förväntade strålningen, orsakades av den oväntat höga sannolikheten för denna reaktion.
I området kring en tryckvattenreaktor eller kokvattenreaktor under normal drift produceras en betydande mängd strålning på grund av aktiveringen med snabba neutroner av syret i kylvattnet via en (n,p)-reaktion. Den aktiverade syre-16-kärnan avger en proton (vätekärna) och omvandlas till kväve-16, som har en mycket kort livslängd (7,13 sekunder) innan den sönderfaller tillbaka till syre-16 (avger 6,13 MeV betapartiklar).
168O  + 10n  → 11p  + 167N  (Avklingar snabbt)
167N  →  γ  + 0-1e- + 168O
Denna aktivering av kylvattnet kräver extra biologisk avskärmning runt kärnreaktoranläggningen. Det är den starka gammastrålningen i den andra reaktionen som orsakar de största problemen. Det är därför vatten som nyligen har varit inne i en kärnreaktorhärd måste avskärmas tills denna strålning avtar. En till två minuter är i allmänhet tillräckligt.
I anläggningar som inhyser en cyklotron kan fundamentet av armerade betong bli radioaktivt på grund av neutronaktivering. Sex viktiga långlivade radioaktiva isotoper (54Mn, 55Fe, 60Co, 65Zn, 133Ba och 152Eu) kan hittas i betongkärnor som påverkas av neutroner. Den kvarvarande radioaktiviteten beror huvudsakligen på närvarande spårämnen och således är mängden radioaktivitet som härrör från cyklotronaktivering minimal, det vill säga pCi/g eller Bq/g. Utsläppsgränsen för anläggningar med kvarvarande radioaktivitet är 25 mrem/år. Ett exempel på 55Fe-produktion från aktivering av järn i armeringsjärn som finns i betong visas nedan:
5426Fe + 10n → 5526Fe

## Förekomst
Neutronaktivering är det enda allmänna sättet att ett stabilt material kan induceras till att bli i sig radioaktivt. Neutroner är endast fria i kvantitet under mikrosekunderna av ett kärnvapenexplosion, i en aktiv kärnreaktor eller i en spallationsneutronkälla.
I ett kärnvapen genereras neutroner endast i mellan 1 och 50 mikrosekunder, men i enorma antal. De flesta absorberas av det metalliska bombhöljet, som bara har börjat påverkas av explosionen i det. Neutronaktiveringen av den snart förångade metallen är ansvarig för en betydande del av det nukleära nedfallet från kärnvapendetonation högt uppe i atmosfären. I andra typer av aktivering kan neutroner bestråla jord som är spridd i ett svampmoln på eller nära jordens yta, vilket resulterar i nedfall från aktivering av markkemiska element.

## Effekter på material över tid
På vilken plats som helst med höga neutronflöden, såsom inom kärnreaktorer, bidrar neutronaktivering till materialerosion och regelbundet måste själva beklädnadsmaterialen kasseras som lågaktivt radioaktivt avfall. Vissa material är mer utsatta för neutronaktivering än andra, så ett lämpligt valt lågaktiveringsmaterial kan avsevärt minska detta problem. Till exempel kommer Krom-51 att bildas genom neutronaktivering i kromstål (som innehåller Cr-50) som utsätts för ett typiskt reaktorneutronflöde.
Kol-14, oftast men inte enbart, genererat av neutronaktivering av atmosfäriskt kväve-14 med en termisk neutron, genereras också (tillsammans med dess dominerande naturliga produktionsväg från kosmisk strålning-luft-interaktioner och historisk produktion från atmosfäriska kärnvapenprov) i jämförelsevis små mängder inuti många konstruktioner av kärnreaktorer som innehåller kvävgasföroreningar i dess bränslekapsling, kylvatten och genom neutronaktivering av syret som finns i själva vattnet. Snabba breedreaktorer (FBR) producerar ungefär en storleksordning mindre kol-14 än den vanligaste reaktortypen, tryckvattenreaktorn, eftersom FBR:er inte använder vatten som primärkylvätska.

## Tillämpning
Neutronaktivering tillhör en grupp av mätmetoder som kallas icke-förstörande provning (non-destructive testing) och används bland annat inom spårämnesanalys. Det betyder att undersökningen av provet inte kräver någon förbehandling av provet, vilket är en fördel när man till exempel vill undersöka dyra konstföremål.
Neutronaktivering används både för att identifiera vilka ämnen som finns i provet men också kvantifiera mängden av olika ämnen.
Då tvärsnittet för neutroninfångning ofta är större för tyngre atomkärnor är neutronaktivering lämpligast för att identifiera dessa grundämnen.